# Marihat Bandar
Marihat Bandar is een bestuurslaag in het regentschap Simalungun van de provincie Noord-Sumatra, Indonesië. Marihat Bandar telt 4981 inwoners (volkstelling 2010).